# Rauhkofel
Der Rauhkofel oder Rauchkofel (ital. Monte Fumo) ist ein 3251 m ü. A.  hoher Berg im Hauptkamm der Zillertaler Alpen, der hier die Grenze zwischen dem österreichischen Bundesland Tirol und der italienischen Provinz Südtirol bildet. Der Name des Bergs rührt von seinem rauen – mundartlich "rauchen" – Aussehen, das ihm das Granitblockwerk verleiht, das den Gipfelaufbau bildet. Der Rauhkofel überragt die Nachbargipfel im Hauptkamm beträchtlich und ist der beste Aussichtsgipfel der östlichen Zillertaler Alpen. Der Ost- und Südgrat des Rauhkofels sind dem Hauptkamm der Zillertaler Alpen zuzuordnen. Nach Nordwesten löst sich am Rauhkofel der Magnerkamm, der den inneren Zillergrund und die Hundskehle voneinander trennt. Nördlich des Gipfels finden sich die Reste des Rauhkofelkees. Am Südwestfuß des Gipfels liegt der Waldner See, der größte See des Ahrntals.

## Anstiegsmöglichkeiten

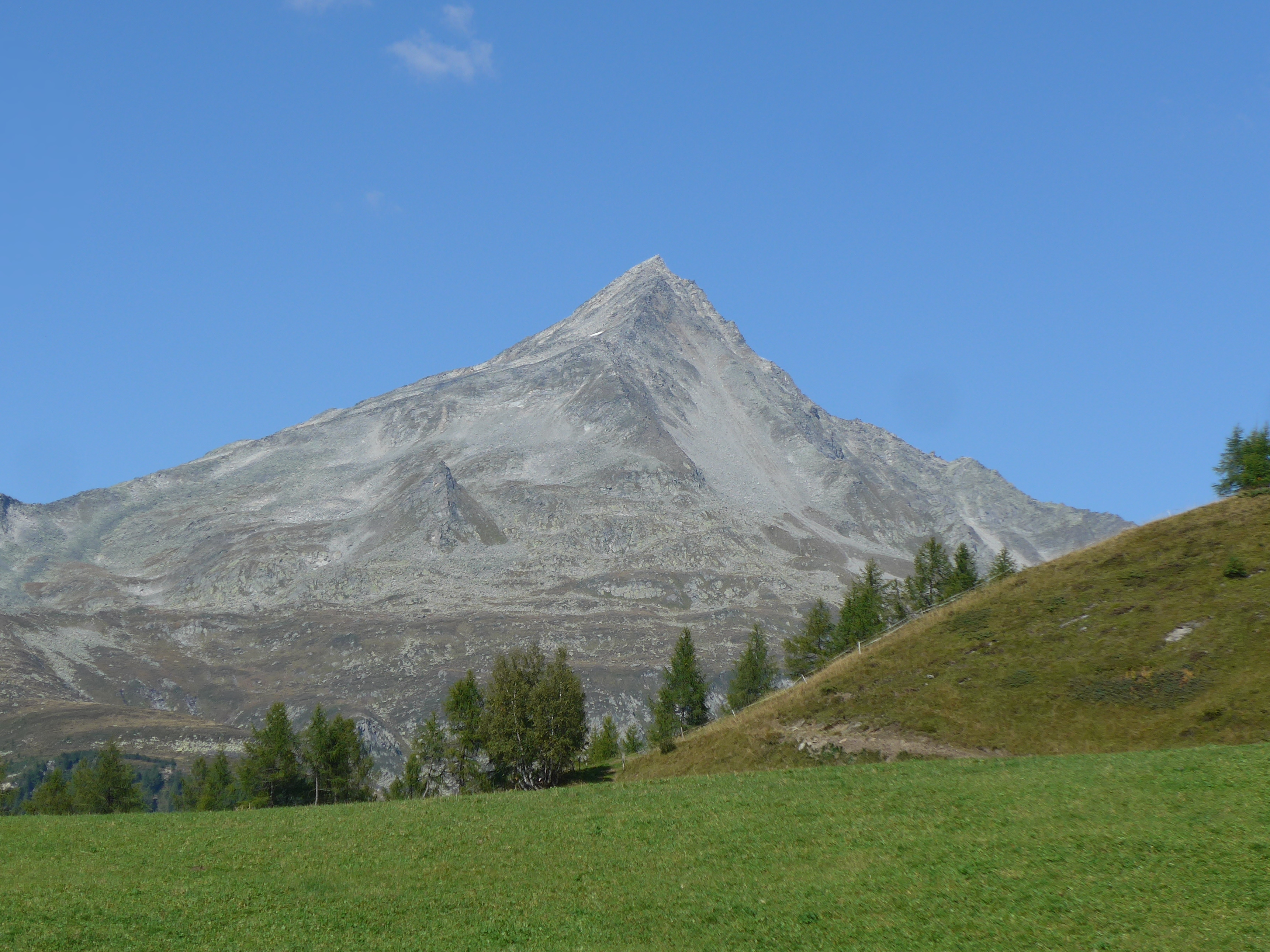
Rauchkofel von Süden, in Bildmitte der Südgrat, entlang dem üblicherweise der Anstieg erfolgt.

Der Gipfel wird fast ausschließlich von der Südtiroler Seite bestiegen, weil dort eine markierte Route bis zum Gipfelkreuz führt und der Berg so eisfrei im Sommer bestiegen werden kann. Aber auch so ist der Anstieg ausgesprochen lang. Um die Wende zum 20. Jahrhundert hatte die Sektion Lausitz des Deutschen und Österreichischen Alpenvereins im Süden des Berges eine Hütte errichtet und einen Weg über den Südgrat eingerichtet. Die Hütte ist heute verfallen, Teile der Weganlage sind erhalten und Bestandteil des heute üblichen Anstiegswegs.
Der Normalanstieg führt von Prettau im Ahrntal über die Waldneralm und den Waldnersee zum Südgrat des Berges. Hierher kann man alternativ auch von Kasern, dem nächstgelegenen Ort im Ahrntal, über die Starklalm und den Marchsteinboden gelangen. Am Südsporn des Berges, in etwa 3000 Metern Höhe, endet die Weganlage, der weitere Anstieg führt über grobes Blockwerk und oft auch Schneereste, teilweise in der Flanke westlich des Grats, ist aber bis zum Gipfel markiert. Für den Anstieg sind etwa 5 Stunden zu veranschlagen.